# Żabiniec (dopływ Kijanki)

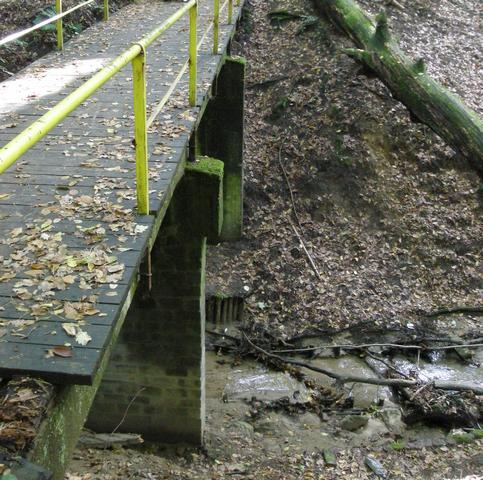
Most nad potokiem

Żabiniec (do 1945 niem. Gottswiesenbäk) – struga w północno-zachodniej Polsce, w województwie zachodniopomorskim w granicach administracyjnych Szczecina o długości ok. 2 km. Dopływ Kijanki.
Źródła Żabińca znajdują się na podmokłej łące, na północny wschód od stawu Żabie Oko, na osiedlu Osów we Wzgórzach Warszewskich. Struga płynie przez osiedle domków jednorodzinnych w kierunku zachodnim, następnie po przepłynięciu pod ul. Moczarową wpływa do Parku Leśnego Arkońskiego. Przy ul. Miodowej uchodzi do Kijanki od lewego brzegu. Dalej ich wody łączą się z Zielonką i po ok. 0,4 km po opuszczeniu Polany Miodowej uchodzą do jeziora Głuszec w środkowej części Parku Leśnego Arkońskiego.
Dolina strumienia tworzy użytek ekologiczny "Dolina strumienia Żabiniec" o powierzchni 5,75 ha.